# Покрајине Замбије
Замбија је подељена на десет покрајина. Покрајине су подељене у округе. Покрајинску администрацију води Покрајински министар, који именује председник, и одговоран је за надгледање спровођења владиних политика и координацију активности различитих владиних одељења у покрајини. Покрајинског министра подржава Стални покрајински секретар, који руководи дневну администрацију. Свака покрајина има Комитет за координацију развоја у покрајини (енгл. Provincial Development Coordinating Committee, скраћено PDCC) који одиграва важну улогу у развојном плану и координацију пројеката унутар покрајине.
Тренутне покрајине су основане након независности Замбије 1964. године, али се њихове границе и функције еволуирале временом да подржи напоре земље у децентрализацији.

## Списак покрајина
| Покрајина               | Адм. центар | Површина (km2) | Становништво (2022) | Густина становништва (people/km2) | Окрузи | Мапа |
| ----------------------- | ----------- | -------------- | ------------------- | --------------------------------- | ------ | ---- |
| Централна покрајина     | Кабве       | 110.450        | 2.422.000           | 23,9                              | 11     |      |
| Копербелт               | Ндола       | 31.328         | 2.823.000           | 88                                | 10     |      |
| Источна покрајина       | Чипата      | 98.877         | 2.603.000           | 35,6                              | 15     |      |
| Покрајина Луапула       | Манса       | 50.567         | 1.535.000           | 29,9                              | 12     |      |
| Покрајина Лусака        | Лусака      | 23.490         | 3.287.000           | 140,1                             | 6      |      |
| Покрајина Мучинга       | Чинсали     | 70.405         | 926.000             | 13,1                              | 8      |      |
| Северна покрајина       | Касама      | 77.650         | 1.743.000           | 20,8                              | 12     |      |
| Северозападна покрајина | Солвези     | 125.826        | 1.350.000           | 10,1                              | 11     |      |
| Јужна покрајина         | Чома        | 68.410         | 2.455.000           | 27,7                              | 15     |      |
| Западна покрајина       | Монгу       | 126.386        | 1.378.000           | 10,8                              | 16     |      |
| Замбија                 | Лусака      | 752.612        | 19.610.769          | 26,1                              | 116    |      |

## Администрација
Покрајинска влада у Замбији је првенствено основана за административне намере. Свака покрајина има Покрајинског министара кога именује Председник. Покрајински министар надгледа имплементацију националних политика и владиних пројеката на покрајинском нивоу. Административни вођа сваке покрајине је Покрајински стални секретар, такође именован од стране председника, који је одговоран за дневну администрацију у покрајини. Подршка Сталном секретару је Заменик Сталног секретара, вођа владиних департмана, и други државни службеници на покрајинском нивоу.
Покрајине су подељене на округе, са 116 округа широм 10 покрајина. Сваки округ (осим Мафинга и Канчибија) дели име са својим административним центром. У сваком округу, постоји веће вођено од стране изабраних репрезентативаца звани као одборници. Одборнички мандат траје пет година и они одиграју важну улогу у локалној самоуправи.
Административно особље већа бира Комисија за локалне самоуправне услуге, унутар или ван округа. Канцеларија покрајинске владе се налази у седиштима сваког округа и укључује службенике и ревизоре покрајинске локалне самоуправе.
Свако веће је одговорно за повећање и скупљање локалних пореза. Порези су важни за операције већа, што укључује одржавање инфраструктуре и пружање услуга. Буџет већа се ревидира годишње и подноси централној влади на разматрање. Одборници не примају плате, али се надокнађују додатцима које финансира веће.
Замбијске покрајине су углавном сеоске, са само пет градских већа (Лусака, Ндола, Китве, Ливингстон и Чипата). Замбијска влада је изложила 63 различитих функција за већа, фокусирајући се углавном на руковођење инфраструктуре и локалне администрације. Те функције укључују одржавање центра заједнице, паркова, дренажних система, игралишта, гробља, библиотека, музеја и уметничких галерија.
Укључујући тих одговорности, већа сарађују се са специфичним владиних департмана за подршку пољопривреде, очување природних ресурса, поштанске услуге, и оснивање и одржавање болница, школа и факултета. Већа такође припремају шеме за подстицање учешћа и развоја заједнице на локалном нивоу.

## Основни подаци
Западна покрајина је највећа у површини (126.386 km²), док је Лусака најмања са 21,896 km². Што се тиче становништва, Лусака је најмногољуднија и најгушћа са становиштво од 2.191.225 и густина од 100 особе по km². У 2010. години, Западна покрајина је имала највећу полну пропорцију са 108 жена покаже сваких 100 мушкараца, док је Копербелт имао најмању са 101. Северна имала је највећи број основних школа, док је Копербелт имао највећи број средњих школа. Незапосленост младих људи (55%) и стопа опште незапослености (32%) било је највеће у покрајини Копербелт, док је Источна имала најмању стопу незапослености (6%). Стопа смртности од сида је била највећа у Копербелту са 26.799 смрти у 2010, док је Северозападна имала најмање смртности од сида са 2.859 таквих случајева. Покрајина Лусака имала је највише доктора, док је Северозападна имала најмање доктора.
| Параметар                                | Година | Централна покрајина | Покрајина Копербелт | Источна покрајина | Покрајина Луапула | Покрајина Лусака | Покрајина Мучинга | Северна покрајина | Северозападна покрајина | Јужна покрајина | Западна покрајина |
| ---------------------------------------- | ------ | ------------------- | ------------------- | ----------------- | ----------------- | ---------------- | ----------------- | ----------------- | ----------------------- | --------------- | ----------------- |
| Адм. центар                              |        | Кабве               | Ндола               | Чипата            | Манса             | Лусака           | Чинсали           | Касама            | Солвези                 | Чома            | Монгу             |
| Покрајински министар                     | 2022   | Мвабашике Нкулукуса | Елиша Матамбо       | Питер Фири        | Нџава Симутове    | Шил Муљата       | Хенри Сиказве     | Леонард Мбао      | Роберт Лихефу           | Кредо Нанџува   | Капелва Мбангвета |
| Површина                                 |        | 94.394              | 31.328              | 51.476            | 50.567            | 21.896           | 87.806            | 77.650            | 125.826                 | 85.283          | 126.386           |
| Становништво                             | 2022   | 2.252.483           | 2.757.539           | 2.454.788         | 1.514.011         | 3.079.964        | 918.296           | 1.618.412         | 1.270.028               | 2.381.728       | 1.363.520         |
| Густина становништва                     | 2022   | 24                  | 88                  | 36                | 30                | 140              | 13                | 21                | 10                      | 28              | 11                |
| Полна пропорција (жене по 100 мушкараца) | 2010   | 102                 | 101                 | 103               | 103               | 102              | 103               | 102               | 103                     | 104             | 108               |
| Основне школе                            | 2004   | 653                 | 856                 | 861               | 527               | 502              | Без података      | 1.208             | 536                     | 995             | 648               |
| Средње школе                             | 2004   | 28                  | 71                  | 41                | 20                | 39               | Без података      | 26                | 23                      | 45              | 26                |
| Деца ван школе са 7–15 година            | 2004   | 33.081              | 14.332              | 132.728           | 58.887            | 90.620           | Без података      | 22.348            | 26.834                  | 30.390          | 36.984            |
| Стопа незапослености (%)                 | 2008   | 9                   | 32                  | 6                 | 6                 | 31               | Без података      | 7                 | 14                      | 7               | 10                |
| Стопа незапослености младих (%)          | 2008   | 18                  | 55                  | 12                | 14                | 52               | Без података      | 12                | 31                      | 6               | 18                |
| Доктори                                  | 2005   | 35                  | 213                 | 36                | 30                | 231              | Без података      | 40                | 25                      | 50              | 46                |
| Стопа инциденције маларије по 1.000 људи | 2005   | 331                 | 377                 | 447               | 407               | 313              | Без података      | 331               | 439                     | 344             | 430               |
| Смрти од сида                            | 2010   | 9.016               | 26.799              | 9.338             | 5.209             | 15.429           | Без података      | 6.958             | 2.859                   | 12.403          | 6.044             |

## Људски развој
Ово је списак Индекса људског развоја у 9 покрајина. Подаци су из 2017. године.
| Средњи људски развој | Средњи људски развој | Средњи људски развој |
| Ранг                 | Покрајина            | ИХР 2017.            |
| -------------------- | -------------------- | -------------------- |
| 1                    | Лусака               | 0.672                |
| 2                    | Копербелт            | 0.670                |
| 3                    | Јужна                | 0.590                |
| -                    | Замбија (просек)     | 0.589                |
| 4                    | Централна            | 0.572                |
| 5                    | Северозападна        | 0.564                |
| Низак људски развој  |                      |                      |
| 6                    | Северна              | 0.538                |
| 7                    | Западна              | 0.531                |
| 8                    | Луапула              | 0.528                |
| 9                    | Источна              | 0.507                |